# Casapus dilaticollis
Casapus dilaticollis is een keversoort uit de familie klopkevers (Ptinidae). De wetenschappelijke naam van de soort werd in 1862 gepubliceerd door Thomas Vernon Wollaston.